# Campeonato Brasileiro Série B 1994
Die Campeonato Brasileiro Série B 1994 war die 14. Spielzeit der zweiten Fußballliga Brasiliens.

## Saisonverlauf
Der Wettbewerb startete am 7. August 1994 in seine neue Saison und endete am 4. Dezember 1994. Die Meisterschaft wurde vom nationalen Verband CBF ausgerichtet. Am Ende der Saison konnte EC Juventude die Meisterschaft feiern.
Im Gegensatz zur letzten Austragung des Wettbewerbs 1992 wurde die Anzahl der Teilnehmer von 32 auf 24 reduziert.
Der Wettbewerb wurde in zwei Gruppenphasen, Halbfinale und einem Finale ausgetragen. Die erste Runde bestand aus vier Gruppen mit jeweils sechs Klubs. Die vier Besten einer Gruppe zogen in die zweite Runde ein. In der zweiten Runde trafen die Klubs in vier Gruppen mit jeweils vier Mannschaften aufeinander. Die Gruppensieger zogen ins Halbfinale ein. Beide Finalteilnehmer waren für die erste Liga 1995 qualifiziert. Die beiden in der Abschlusstabelle am Tabellenende stehenden Klubs stiegen in die dritte Liga ab.

## Teilnehmer
Die Teilnehmer waren:
| Bundesstaat         | Klub                        | Ergebnis    |
| ------------------- | --------------------------- | ----------- |
| Alagoas             | Clube de Regatas Brasil     | 1. Runde    |
| Brasília            | Grêmio Esportivo Tiradentes | 1. Runde    |
| Ceará               | Ceará SC                    | 2. Runde    |
| Ceará               | Fortaleza EC                | 1. Runde    |
| Espírito Santo      | AD Ferroviária              | Halbfinale  |
| Goiás               | Goiás EC                    | Vizemeister |
| Goiás               | Goiatuba EC                 | 2. Runde    |
| Maranhão            | Moto Club de São Luís       | 1. Runde    |
| Mato Grosso         | Barra do Garças FC          | 1. Runde    |
| Minas Gerais        | EC Democrata                | 1. Runde    |
| Pará                | Tuna Luso Brasileira        | 2. Runde    |
| Paraná              | Atletico Paranaense         | 2. Runde    |
| Paraná              | Londrina EC                 | 2. Runde    |
| Paraná              | Coritiba FC                 | 2. Runde    |
| Pernambuco          | Central SC                  | 1. Runde    |
| Pernambuco          | Santa Cruz FC               | 2. Runde    |
| Rio de Janeiro      | Americano FC (RJ)           | Halbfinale  |
| Rio de Janeiro      | Bangu AC                    | 1. Runde    |
| Rio Grande do Norte | América FC (RN)             | 2. Runde    |
| Rio Grande do Sul   | EC Juventude                | Meister     |
| São Paulo           | América FC (SP)             | 1. Runde    |
| São Paulo           | Mogi Mirim EC               | 2. Runde    |
| São Paulo           | AA Ponte Preta              | 2. Runde    |
| Sergipe             | CS Sergipe                  | 2. Runde    |

## 1. Runde
In der ersten Runde traten die 24 Teilnehmer in vier Gruppen zu je sechst Klubs einmal in Hin- und Rückspiel gegeneinander an. Die besten vier Klubs jeder Gruppe zogen in die zweite Runde ein.
Das Ranking ergab er sich aus:
- Anzahl der Punkte
- Anzahl der Siege
- Tordifferenz
- Erzielte Tore
- Direkter Vergleich

### Gruppe A
| Pl. | Verein                | Sp. | S | U | N | Tore    | Diff. | Punkte |
| --- | --------------------- | --- | - | - | - | ------- | ----- | ------ |
| 1.  | América FC (RN)       | 10  | 4 | 5 | 1 | 016:120 | +4    | 13     |
| 2.  | Tuna Luso Brasileira  | 10  | 5 | 1 | 4 | 015:110 | +4    | 11     |
| 3.  | Moto Club de São Luís | 10  | 4 | 2 | 4 | 012:160 | −4    | 10     |
| 4.  | Ceará SC              | 10  | 3 | 4 | 3 | 016:120 | +4    | 10     |
| 5.  | Central SC            | 10  | 3 | 4 | 3 | 018:160 | +2    | 10     |
| 6.  | Fortaleza EC          | 10  | 1 | 4 | 5 | 009:190 | −10   | 06     |

### Gruppe B
| Pl. | Verein                  | Sp. | S | U | N | Tore    | Diff. | Punkte |
| --- | ----------------------- | --- | - | - | - | ------- | ----- | ------ |
| 1.  | CS Sergipe              | 10  | 5 | 1 | 4 | 015:120 | +3    | 11     |
| 2.  | AD Ferroviária          | 10  | 4 | 3 | 3 | 008:800 | ±0    | 11     |
| 3.  | Americano FC (RJ)       | 10  | 4 | 3 | 3 | 007:800 | −1    | 11     |
| 4.  | Santa Cruz FC           | 10  | 3 | 4 | 3 | 011:110 | ±0    | 10     |
| 5.  | EC Democrata            | 10  | 1 | 7 | 2 | 007:800 | −1    | 09     |
| 6.  | Clube de Regatas Brasil | 10  | 3 | 2 | 5 | 010:110 | −1    | 08     |

### Gruppe C
| Pl. | Verein              | Sp. | S | U | N | Tore    | Diff. | Punkte |
| --- | ------------------- | --- | - | - | - | ------- | ----- | ------ |
| 1.  | Goiás EC            | 10  | 5 | 3 | 2 | 015:900 | +6    | 13     |
| 2.  | Atletico Paranaense | 10  | 5 | 2 | 3 | 008:800 | ±0    | 12     |
| 3.  | Londrina EC         | 10  | 3 | 4 | 3 | 013:130 | ±0    | 10     |
| 4.  | Goiatuba EC         | 10  | 4 | 1 | 5 | 011:100 | +1    | 09     |
| 5.  | América FC (SP)     | 10  | 3 | 2 | 5 | 009:110 | −2    | 08     |
| 6.  | Barra do Garças FC  | 10  | 3 | 2 | 5 | 007:120 | −5    | 08     |

### Gruppe D
| Pl. | Verein         | Sp. | S | U | N | Tore    | Diff. | Punkte |
| --- | -------------- | --- | - | - | - | ------- | ----- | ------ |
| 1.  | AA Ponte Preta | 10  | 6 | 2 | 2 | 013:100 | +3    | 14     |
| 2.  | Mogi Mirim EC  | 10  | 4 | 4 | 2 | 011:600 | +5    | 12     |
| 3.  | EC Juventude   | 10  | 4 | 3 | 3 | 016:120 | +4    | 11     |
| 4.  | Coritiba FC    | 10  | 4 | 3 | 3 | 012:800 | +4    | 11     |
| 5.  | Bangu AC       | 10  | 2 | 3 | 5 | 010:120 | −2    | 07     |
| 6.  | GE Tiradentes  | 10  | 2 | 1 | 7 | 006:200 | −14   | 05     |

## 2. Runde

### Gruppe E
| Pl. | Verein                | Sp. | S | U | N | Tore    | Diff. | Punkte |
| --- | --------------------- | --- | - | - | - | ------- | ----- | ------ |
| 1.  | AD Ferroviária        | 6   | 2 | 4 | 0 | 008:100 | +7    | 08     |
| 2.  | América FC (RN)       | 6   | 3 | 1 | 2 | 007:500 | +2    | 07     |
| 3.  | Moto Club de São Luís | 6   | 1 | 3 | 2 | 006:800 | −2    | 05     |
| 4.  | Santa Cruz FC         | 6   | 0 | 2 | 4 | 006:130 | −7    | 02     |

### Gruppe F
| Pl. | Verein               | Sp. | S | U | N | Tore    | Diff. | Punkte |
| --- | -------------------- | --- | - | - | - | ------- | ----- | ------ |
| 1.  | Americano FC (RJ)    | 6   | 3 | 2 | 1 | 008:300 | +5    | 08     |
| 2.  | Ceará SC             | 6   | 3 | 1 | 2 | 013:900 | +4    | 07     |
| 3.  | CS Sergipe           | 6   | 3 | 0 | 3 | 005:600 | −1    | 06     |
| 4.  | Tuna Luso Brasileira | 6   | 1 | 1 | 4 | 003:110 | −8    | 03     |

### Gruppe G
| Pl. | Verein        | Sp. | S | U | N | Tore    | Diff. | Punkte |
| --- | ------------- | --- | - | - | - | ------- | ----- | ------ |
| 1.  | Goiás EC      | 6   | 4 | 2 | 0 | 009:300 | +6    | 10     |
| 2.  | Mogi Mirim EC | 6   | 2 | 2 | 2 | 008:900 | −1    | 06     |
| 3.  | Londrina EC   | 6   | 2 | 1 | 3 | 010:110 | −1    | 05     |
| 4.  | Coritiba FC   | 6   | 1 | 1 | 4 | 008:120 | −4    | 03     |

## Turnierplan ab Halbfinale
|  | Halbfinale | Halbfinale        | Halbfinale | Halbfinale | Halbfinale |  |  | Finale | Finale       | Finale | Finale | Finale |
|  |            |                   |            |            |            |  |  |        |              |        |        |        |
|  |            |                   |            |            |            |  |  |        |              |        |        |        |
|  |            | Americano FC (RJ) | 0          | 0          | 0          |  |  |        |              |        |        |        |
|  |            | EC Juventude      | 1          | 1          | 2          |  |  |        |              |        |        |        |
|  |            |                   |            |            |            |  |  |        | EC Juventude | 2      | 1      | 3      |
|  |            |                   |            |            |            |  |  |        | Goiás EC     | 1      | 2      | 3      |
|  |            | AD Ferroviária    | 2          | 0          | 2          |  |  |        |              |        |        |        |
|  |            | Goiás EC          | 0          | 2          | 2          |  |  |        |              |        |        |        |
|  |            |                   |            |            |            |  |  |        |              |        |        |        |

## Halbfinale
Die Paarung zwischen Ferroviária und Goiás endete nach Hin- und Rückspiel ausgeglichen. Goias qualifizierte sich für das Finale aufgrund dessen besseren Ergebnisses im Turnierverlauf.
| Datum         |                   | Gesamt |              | Hinspiel | Rückspiel |
| ------------- | ----------------- | ------ | ------------ | -------- | --------- |
| 13.11./20.11. | Americano FC (RJ) | 0:2    | EC Juventude | 0:1      | 0:1       |
| 13.11./20.11. | AD Ferroviária    | 2:2    | Goiás EC     | 2:0      | 0:2       |

## Finale
Nachdem beide Spiele mit demselben Ergebnis endeten, wurde Juventude zum Meister erklärt. Grundlage war das bessere Abschneiden im Turnierverlauf.

### Hinspiel
| Goiás EC                                             | Goiás EC | EC Juventude | EC Juventude |
| ---------------------------------------------------- | --- | --- | ------------ |
| Goiás EC                                             | \| 27. November 1994 in Goiânia (Estádio Serra Dourada) \| \| Ergebnis: 2:1 (1:0) \| \| Zuschauer: 18.042 \| \| Schiedsrichter: Etevaldo Batista Araújo \|          | \| 27. November 1994 in Goiânia (Estádio Serra Dourada) \| \| Ergebnis: 2:1 (1:0) \| \| Zuschauer: 18.042 \| \| Schiedsrichter: Etevaldo Batista Araújo \| | EC Juventude |
| Goiás EC                                             | Kléber – Zé Teodoro, Márcio Goiano, Richard (Luís Carlos ), Ronildo – Flávio, Reidner (Dill ), Adriano – Paulinho, Baltazar, Evandro Cheftrainer: Walter Nascimento | Isoton – Odair, Sandro, Paulo Marcelo, Paulo Sérgio – Galeano, Lauro, Júnior (Carlos André ), Julinho (Jardel ) – Mário, Édson Cheftrainer: Heron Ferreira | EC Juventude |
| Goiás EC                                             | 1:0 Evandro (16.) 2:1 Baltazar (73.) | 1:1 Paulo Marcelo (71.) | EC Juventude |
| Goiás EC                                             | Adriano | | EC Juventude |
| 27. November 1994 in Goiânia (Estádio Serra Dourada) | | |              |
| Ergebnis: 2:1 (1:0)                                  | | |              |
| Zuschauer: 18.042                                    | | |              |
| Schiedsrichter: Etevaldo Batista Araújo              | | |              |

### Rückspiel
| EC Juventude                                               | EC Juventude | Goiás EC | Goiás EC |
| ---------------------------------------------------------- | --- | --- | -------- |
| EC Juventude                                               | \| 4. Dezember 1995 in Caxias do Sul Estádio Alfredo Jaconi() \| \| Ergebnis: 2:1 (1:1) \| \| Zuschauer: 10.127 \| \| Schiedsrichter: Dalmo Bozzano \| | \| 4. Dezember 1995 in Caxias do Sul Estádio Alfredo Jaconi() \| \| Ergebnis: 2:1 (1:1) \| \| Zuschauer: 10.127 \| \| Schiedsrichter: Dalmo Bozzano \|            | Goiás EC |
| EC Juventude                                               | Isoton – Odair, Sandro, Paulo Marcelo, Paulo Sérgio – Galeano, Júnior, Julinho (Édson ) – Mauricinho, Mário – Lauro Cheftrainer: Heron Ferreira        | Kléber – Zé Teodoro, Márcio, Richard (Émerson ), Augusto – Reidner, Guará, Flávio – Paulinho (Marcelo Batista ), Baltazar, Evandro Cheftrainer: Walter Nascimento | Goiás EC |
| EC Juventude                                               | 1:0 Paulo Sérgio (11.) 2:1 Galeano (82.) | 1:1 Evandro (42.) | Goiás EC |
| EC Juventude                                               | Mário, Paulo Sérgio | Reidner, Zé Teodoro | Goiás EC |
| 4. Dezember 1995 in Caxias do Sul Estádio Alfredo Jaconi() | | |          |
| Ergebnis: 2:1 (1:1)                                        | | |          |
| Zuschauer: 10.127                                          | | |          |
| Schiedsrichter: Dalmo Bozzano                              | | |          |

## Abschlusstabelle
Die Tabelle diente lediglich zur Feststellung der Platzierung der einzelnen Mannschaften in der Saison. Sie wurde zeitweise vom Verband auch zur Ermittlung einer ewigen Rangliste herangezogen. Sie setzt sich zusammen aus allen ausgetragenen Spielen. In der Sortierung hat das Erreichen der jeweiligen Finalphase Vorrang vor den erzielten Punkten.
| Pl. | Verein                  | Sp. | S  | U | N | Tore    | Diff. | Punkte |
| --- | ----------------------- | --- | -- | - | - | ------- | ----- | ------ |
| 1.  | EC Juventude            | 20  | 11 | 5 | 4 | 036:230 | +13   | 38     |
| 2.  | Goiás EC                | 20  | 11 | 5 | 4 | 029:170 | +12   | 38     |
| 3.  | AD Ferroviária          | 18  | 10 | 5 | 3 | 019:100 | +9    | 35     |
| 4.  | Americano FC (RJ)       | 18  | 7  | 5 | 6 | 015:130 | +2    | 26     |
| 5.  | América FC (RN)         | 16  | 7  | 6 | 3 | 023:170 | +6    | 27     |
| 6.  | Atletico Paranaense     | 16  | 8  | 3 | 5 | 022:190 | +3    | 27     |
| 7.  | Mogi Mirim EC           | 16  | 6  | 6 | 4 | 019:150 | +4    | 24     |
| 8.  | CS Sergipe              | 16  | 8  | 1 | 7 | 019:170 | +2    | 25     |
| 9.  | AA Ponte Preta          | 16  | 7  | 3 | 6 | 022:240 | −2    | 24     |
| 10. | Ceará SC                | 16  | 6  | 5 | 5 | 029:210 | +8    | 23     |
| 11. | Londrina EC             | 16  | 5  | 5 | 6 | 023:240 | −1    | 20     |
| 12. | Moto Club de São Luís   | 16  | 5  | 5 | 6 | 018:240 | −6    | 20     |
| 13. | Tuna Luso Brasileira    | 16  | 6  | 2 | 8 | 018:220 | −4    | 20     |
| 14. | Coritiba FC             | 16  | 5  | 4 | 7 | 020:200 | ±0    | 19     |
| 15. | Goiatuba EC             | 16  | 5  | 3 | 8 | 016:200 | −4    | 18     |
| 16. | Santa Cruz FC           | 16  | 3  | 6 | 7 | 017:240 | −7    | 15     |
| 17. | Central SC              | 10  | 3  | 4 | 3 | 018:160 | +2    | 13     |
| 18. | EC Democrata            | 10  | 1  | 7 | 2 | 007:800 | −1    | 10     |
| 19. | América FC (SP)         | 10  | 3  | 2 | 5 | 009:110 | −2    | 11     |
| 20. | Barra do Garças FC      | 10  | 3  | 2 | 5 | 007:120 | −5    | 11     |
| 21. | Bangu AC                | 10  | 2  | 3 | 5 | 010:120 | −2    | 09     |
| 22. | Clube de Regatas Brasil | 10  | 3  | 2 | 5 | 010:110 | −1    | 11     |
| 23. | Fortaleza EC            | 10  | 1  | 4 | 5 | 009:190 | −10   | 07     |
| 24. | GE Tiradentes           | 10  | 2  | 1 | 7 | 006:200 | −14   | 07     |